# Izsák József
Izsák József, Isák (Sepsiszentgyörgy, 1921. augusztus 1. – Marosvásárhely, 2004. június 23.) erdélyi magyar irodalomkritikus, irodalomtörténész, egyetemi oktató, Izsák Balázs apja.

## Kutatási területe
A két világháború közötti és a kortárs magyar irodalom.

## Életútja
Ősrégi székely lófő család sarja. Apja, idősebb Izsák József (1892–1970), kisiparos, anyja, Diószegi Anna varrónő volt. Apai nagyszülei Izsák Balázs (1868–1942), jómódú sepsiszentgyörgyi csizmadiamester, és Ferencz Rozália (1869–1929) voltak. Anyai nagyszülei Diószegi József és Gácz Anna voltak.
Középiskolát szülővárosában végzett, tanári oklevelét magyar nyelv- és irodalomból a Kolozsvárra visszaköltözött Kolozsvári Magyar Királyi Ferenc József Tudományegyetemen szerezte (1940–1944). György Lajos irodalomtörténész professzor mellé került be a most már a Bolyaiakról elnevezett egyetemre tanársegédnek (1946–1948), 1947-ben doktorált irodalomtudományból. A legkiválóbb egyetemi professzorokat nyugdíjazták vagy bocsátották el 1947 októberében a Bolyai Tudományegyetemről, köztük György Lajos professzort, a professzorok után további elbocsátásokra került sor 1947. október 16-án, az elbocsátottak közt volt Izsák József is.
Az egyetemről való elbocsátása után előbb középiskolai tanár Sepsiszentgyörgyön, majd 1958-tól Marosvásárhelyt az Igaz Szó szerkesztője, 1960-tól ugyanitt a Pedagógiai Főiskola magyar nyelv és irodalom tanszékének tanszékvezető egyetemi előadótanára 1980-ig, a főiskola megszüntetéséig. Izsák József a nyugdíjkorhatárt csak egy év múlva érte el, addig munka nélkül volt. 1981-ben nyugalomba vonult, de folytatta irodalomtörténeti munkásságát, és az 1990-es években is bent volt az erdélyi irodalmi vérkeringésben, előadásokat tartott Illyés Gyuláról, Kemény Jánosról stb.; szervezte az irodalmi életet (1990-ben például ő rendezte meg György Lajos születése centenáriumának emlékünnepségét), cikkeket írt. Nehezményezte, hogy a magyar irodalmi felvételi anyagból ki akarják hagyni Berzsenyi Dániel, Kölcsey Ferenc, Illyés Gyula, Németh László és Tamási Áron munkásságát, s hitet tett a mellett, hogy ezen magyar írók olyan mértékben voltak nemzetiek, mint európaiak, nem voltak nacionalisták. 2004. június 23-án hunyt el, sajnos az Interneten csak megközelítőleg vagy tévesen tüntették fel halálának időpontját.
Az irodalmi közéletben jelentkező Földes László-ügy vitájához érdemben ő már nem tudott hozzászólni, ezért a Földesre vonatkozó információkat, amelyet Izsák József korábban (még 1985-ben) lejegyzett, örököse tette közzé, mivel magának Izsák Józsefnek ez is egyike volt a végakaratának már régtől fogva.